# Friedrich Ludger Kleinheidt
Friedrich Ludger Kleinheidt (Heisingen, 26 aprile 1830 – Colonia, 29 giugno 1893) è stato un presbitero tedesco, vicario generale dell'arcivescovo di Colonia dal 1886 al 1894.

## Biografia
Kleinheidt si è diplomato al Essen Royal Gymnasium am Burgplatz di Essen. A Friburgo in Brisgovia, consegue invece la laurea in teologia. Ordinato sacerdote a Colonia il 14 novembre 1852, ha lavorato come cappellano nella parrocchia di San Dionigi a Krefeld. Dal 15 dicembre 1854 ha lavorato presso la collegiata di teologi Collegium Albertinum a Bonn; fu nominato maestro, il 15 settembre 1859 al Quirinus-Gymnasium di Neuss. Dopo essere stato parroco della parrocchia di Santa Maria Colonia, ha lavorato presso Santa Maria in Kupfergasse dal 15 settembre 1865. Il 2 ottobre 1866 fu nominato  canonico e l'11 ottobre 1868, la nomina a Präses del seminario. Dopo aver perso questa posizione a causa della chiusura del seminario il 10 novembre 1875, l'arcivescovo Philip Krementz lo nominò il 25 gennaio 1886 dal suo vicario generale. Il 5 marzo 1893, Kleinheidt fu nominato Prelato d'onore di Sua Santità per i suoi servizi alla formazione dei teologi. Il 5 agosto 1893 fu elevato al Decano della Cattedrale di Colonia. Kleinheidt morì il 25 novembre 1894 e fu sepolto nella tomba del capitolo nel cimitero di Melaten, a Colonia.